# در جستجوی ام کلثوم
در جستجوی ام کلثوم (انگلیسی: Looking for Oum Kulthum) فیلمی به کارگردانی شیرین نشاط محصول سال ۲۰۱۷ است. این فیلم برای نخستین بار در بخش روزهای هفتاد و چهارمین دورهٔ جشنوارهٔ فیلم ونیز و پس از آن در بخش سینمای معاصر جهان در جشنوارهٔ فیلم تورنتو ۲۰۱۷ به نمایش درآمد.

## بازیگران
- ندا رحمانیان در نقش میترا
- یاسمین رئیس در نقش غاده
- مهدی معین‌زاده در نقش امیر
- قیس ناشف در نقش احمد/لطیف